# Kaiji
Tobaku Mokushiroku Kaiji (賭博黙示録カイジ, lit. Gambling Apocalypse Kaiji) és un manga japonès sobre l'art dels jocs d'atzar, escrit per Nobuyuki Fukumoto. Va ser publicat per Kodansha en el Young Magazine. La primera part del manga (13 volums), ha sigut adaptada com anime de 26 episodis per a televisió anomenat Kaiji (カイジ), que va començar-se a emetre en octubre del 2007.
Tobaku Mokushiroku Kaiji és considerada el treball més conegut de Fukumoto, igual de conegut tant al Japó com a Corea. En 1998, fou el guanyador del Kodansha Manga Award en la categoria de General.

## Argument
Japó, 1996. Després de graduar-se a l'institut, Itō Kaiji va cap a Tòquio a obtindre un treball, però falla de trobar un treball estable a causa de la seua disposició excèntrica i perquè el país està encaminat en la seua primera recessió des de la II Guerra Mundial. Deprimit, s'imbueix en el seu apartament, gastant el seu temps amb bromes barates, apostes, licor i cigarrets. Kaiji està sempre pensant en els seus diners i la seua pobresa perpètua que amb freqüència li duu a les llàgrimes.
La misèria de Kaiji segueix implacable durant dos anys fins que un home anomenat Endō li fa una inesperada visita, perquè vol cobrar un deute pendent que se li encomana a nom de Kaiji. Endō li dona a Kaiji dos opcions - o bé passar deu anys per a amortitzar eixe deute pendent, o pujar a bord del vaixell-casino Espoir ("esperança" en francès) durant una nit per a esborrar el deute. Usant-se d'un contracte, Endō pressiona a Kaiji per tal d'acceptar l'acord, creient que mai tornarà de la travessia.